# Mötet i Arboga 1436
Mötet i Arboga 1436 var en sammankomst som hölls i Arboga för att diskutera och besluta om Sveriges angelägenheter. Det inleddes den 5 januari 1436 och avslutades 22 januari 1436.
Efter att kompromissen som framarbetats vid mötet i Uppsala 1435 förkastats av Erik av Pommern i september 1435, och han därefter bytt ut fogden för Stockholms slott mot en dansk i november så bröt oroligheter ut igen. Och ett nytt riksmöte inkallades till den 5 januari 1436.
På mötet valdes Karl Knutsson (Bonde) till rikshövitsman och Engelbrekt Engelbrektsson omvaldes.
Efter Engelbrekt Engelbrektssons död i april 1436 planerades för ett möte i Uppsala som dock aldrig blev av. I kallelsen till denna nämndes att sex skattebönder från vart härad skulle delta, och det är första gången bönder nämns som grupp att delta, vilket kan ses som en första indikation om de fyra stånden i en ståndsriksdag.